# Arminianismo na Igreja da Inglaterra
Arminianismo na Igreja da Inglaterra foi uma vertente teológica ou uma tendência dentro do clero da Igreja da Inglaterra, particularmente evidente no segundo trimestre do século XVII (reinado de Carlos I de Inglaterra). Arminianismo corretamente se refere em termos específicos à teologia do ministro holandês e acadêmico Jacobus Arminius, que morreu em 1609, e seus seguidores os remonstrantes, e assim a certas revisões propostas aos princípios da teologia reformada (conhecida com menos precisão como calvinismo). "Arminianismo" no sentido de inglês, no entanto, teve uma aplicação mais ampla: a questões de hierarquia da igreja, disciplina e uniformidade; detalhes da liturgia e ritual, e nas mãos dos adversários puritanos do laudianismo, para uma ampla gama de percepções ou reais políticas eclesiásticas, especialmente aquelas implicando qualquer reconciliação com a prática católica romana ou ampliação de poderes do governo central sobre os clérigos.